# Robert Adams
Robert Adams, född 8 maj 1937 i Orange, New Jersey, är en amerikansk fotograf, som är mest känd för sin medverkan i New Topography-rörelsen. 2009 vann han Hasselbladpriset för sitt arbete. Han representeras av Fraenkel Gallery i San Francisco och Matthew Marks Gallery i New York.